# Vaccinium sulcatum
Vaccinium sulcatum är en ljungväxtart som beskrevs av Ridley. Vaccinium sulcatum ingår i Blåbärssläktet, och familjen ljungväxter. Inga underarter finns listade i Catalogue of Life.